# Делиль, Леопольд Виктор
Леопольд Виктор Делиль (фр. Léopold Victor Delisle; 24 октября 1826, Валонь (Нормандия) — 22 июля 1910, Шантийи) — французский историк, палеограф и библиограф, в 1874—1905 годах генеральный администратор Национальной библиотеки Франции. С 1892 года член-корреспондент Императорской Санкт-Петербургской академии наук.

## Биография
Леопольд Делиль вырос в Валоне, прошёл стажировку у историка и археолога Шарля де Жервиля, который нанял его для копирования рукописей по истории средневековой Нормандии из своей коллекции и обучил основам палеографии. После этого Делиль смог поступить в 1846 году в Школу хартий (École des Chartes), где в 1849 году защитил диссертацию «Очерк государственных доходов в Нормандии в XII веке». В его следующей работе «Очерки состояния земледельческого класса и состояния сельского хозяйства в Нормандии в средние века» (Études sur la condition de la classe agricole et l'état de l’agriculture en Normandie au Moyen Âge; 1851) собрано огромное количество фактов, взятых из местных архивов. Этот переиздан в 1905 году без изменений и продолжает оставаться авторитетным источником.
В 1852 году в возрасте двадцати шести лет он был принят на работу в Отдел рукописей Национальной библиотеки. В 1874 году он сменил Жюля-Антуана Ташеро на посту генерального администратора Национальной библиотеки Франции, которой он руководил до 1905 года. Делиль был ответственным за издание полного каталога гравюр библиотеки. Он завершил четыре тома «Кабинета рукописей императорской библиотеки» (Cabinet des manuscrits de la Bibliothèque impériale) в 1881 году. В предисловии к первому тому (1897) он изложил подробную историю библиотеки и структуры её управления. Делиль заботился о приобретении новых документов по истории Франции, формировании и поддержании в хорошем состоянии определенных коллекций.
Избранный в «Академию надписей и изящной словесности» (l’Académie des inscriptions et belles-lettres) в 1859 году и принятый в Академию Руана 10 января 1868 года, он участвовал в написании XXII и XXIII томов «Собрания историков Франции» (Recueil des Historiens de la France; 1865). 5 декабря 1892 года был избран членом-корреспондентом Императорской Санкт-Петербургской академии наук по историко-филологическому отделению (разряд историко-политических наук).

## Вклад в историческую науку
21 февраля 1905 года Леопольд Виктор Делиль вышел в отставку, но продолжал публикацию исторических документов и рукописей, составление каталогов, в том числе музея Конде в Шантийи. Делиль составил много ценных официальных отчётов и каталогов с большим количеством мемуаров и монографий по вопросам, связанным с палеографией, изучением истории и археологии, в том числе «Сборника палеографии и библиографии» (Mélanges de paléographie et de bibliographie; 1880) с атласом и статьями в Палеографическом альбоме (1887).
Среди его исторических работ выделяются «Воспоминания о деяниях Иннокентия III» (Mémoire sur les actes d’Innocent III; 1857) и «Воспоминания о финансовых операциях тамплиеров» (Mémoire sur les opérations financières des Templiers; 1889). Тридцать второй том «Истории литературы Франции» (l’Histoire littéraire de la France), который частично является его личной работой, имеет большое значение для изучения латинских хроник XIII и XIV веков.
Делиля почитали как одного из самых образованных европейцев и главного специалиста в истории средневековой Франции. Английский писатель Уилфрид Блант описал личность Делиля в своей «Жизни Сиднея Кокерелла» как величайшего авторитета своего времени в области исторических манускриптов. Его титанический труд в области библиографии и услуги, которые он оказал Национальной библиотеке невозможно переоценить. В конце XIX — начале XX века профессор В. Ф. Дерюжинский на страницах Энциклопедического словаря Брокгауза и Ефрона давал следующую оценку работам учёного: «Они представляют собой очень ценную разработку различных детальных вопросов французской истории и палеографии».
Делиль скончался 22 июля 1910 года в Шантийи и похоронен на кладбище Пер-Лашез в Париже.